# Riksväg 22, Nederländerna
Riksväg 22 (A 22) är en motorväg i Nederländerna. 